# Карата
Карата (карат. КIкIира, авар. КӀаратӀа) — село, административный центр Ахвахского района Дагестана.

## Географическое положение
Расстояние до города Махачкала — 170 км, до ближайшей железной дороги — 116 км.
Карата является административным центром Ахвахского района. На западе селение граничит с с.Арчо. На севере от селения Карата расположено селение Маштада, на северо-востоке Карата граничит с селением Верхнее Инхело, восточная граница селения проходит с землями с. Ингердах и Тукита. На юге от селения Карата расположено село Тад-Магитль, на юго-западе селение граничит с землями селения Тлибишо.
Селение расположено на высоте 1100-1400 метров над Уровнем моря. Селение занимает восточный склон отрогов Богосского хребта.

## Население
| 1869  | 1888  | 1895  | 1926  | 1939  | 1959  | 1970  |
| ----- | ----- | ----- | ----- | ----- | ----- | ----- |
| 791   | ↗939  | ↗948  | ↗1262 | ↗1613 | ↗2030 | ↗2359 |
| 1979  | 1989  | 2002  | 2010  | 2021  |       |       |
| ↗2555 | ↗2591 | ↗4519 | ↘4153 | ↗5093 |       |       |

Карата - каратинское село в Ахвахском районе. 